# Enduro-Europameisterschaft 1975
Die Enduro-Europameisterschaft 1975 war die 8. in der Geschichte der FIM Enduro-Europameisterschaft.

## Allgemeines und Rennkalender
Von sechs Läufen zählten die vier besten Ergebnisse für die EM-Wertung.
| Nr. | Ort                   | Datum                  | Streckenlänge (a) |
| --- | --------------------- | ---------------------- | ----------------- |
| 1   | L’Espluga de Francolí | 15. bis 16. März 1975  | 590 km            |
| 2   | Neunkirchen           | 12. bis 13. April 1975 | 350 km            |
| 3   | Brioude               | 3. bis 4. Mai 1975     | 498 km            |
| 4   | Považská Bystrica     | 17. bis 18. Mai 1975   | 505 km            |
| 5   | Alano di Piave        | 1. bis 2. Juni 1975    | 481 km            |
| 6   | Szczyrk               | 14. bis 15. Juni 1975  | 492 km            |

## Klasse bis 50 cm³

### Rennergebnisse
| Nr. | Ort                   | Datum                  | Fahrer   | Fahrer  | Platz 1 (a)                    | Platz 2 (a)                    | Platz 3 (a)     | Gesamtführender                |
| Nr. | Ort                   | Datum                  | am Start | im Ziel | Platz 1 (a)                    | Platz 2 (a)                    | Platz 3 (a)     | Gesamtführender                |
| --- | --------------------- | ---------------------- | -------- | ------- | ------------------------------ | ------------------------------ | --------------- | ------------------------------ |
| 1   | L’Espluga de Francolí | 15. bis 16. März 1975  | 0        |         |                                |                                |                 |                                |
| 2   | Neunkirchen           | 12. bis 13. April 1975 | 3        | 2       | Peter Neumann (Zündapp)        | Friedrich Hieronymus (Zündapp) |                 | Peter Neumann (Zündapp)        |
| 3   | Brioude               | 3. bis 4. Mai 1975     | 6        | 1       | Friedrich Hieronymus (Zündapp) |                                |                 | Friedrich Hieronymus (Zündapp) |
| 4   | Považská Bystrica     | 17. bis 18. Mai 1975   | 3        | 3       | Peter Neumann (Zündapp)        | Gagni (SWM)                    | Vogel (Zündapp) | Peter Neumann (Zündapp)        |
| 5   | Alano di Piave        | 1. bis 2. Juni 1975    | 10       | 3       | Marinoni (SWM)                 | Peter Neumann (Zündapp)        | Dentesano       | Peter Neumann (Zündapp)        |
| 6   | Szczyrk               | 14. bis 15. Juni 1975  | 0        |         |                                |                                |                 | Peter Neumann (Zündapp)        |

### EM-Endstand
| Platz | Fahrer        | Motorrad | Punkte |
| ----- | ------------- | -------- | ------ |
| 1     | Peter Neumann | Zündapp  | 354,5  |

## Klasse bis 75 cm³

### Rennergebnisse
| Nr. | Ort                   | Datum                  | Fahrer   | Fahrer  | Platz 1 (a)                 | Platz 2 (a)                 | Platz 3 (a)                 | Gesamtführender             |
| Nr. | Ort                   | Datum                  | am Start | im Ziel | Platz 1 (a)                 | Platz 2 (a)                 | Platz 3 (a)                 | Gesamtführender             |
| --- | --------------------- | ---------------------- | -------- | ------- | --------------------------- | --------------------------- | --------------------------- | --------------------------- |
| 1   | L’Espluga de Francolí | 15. bis 16. März 1975  | 6        | 3       | Peter Neumann (Zündapp)     | Ewald Schneidewind (Simson) | Lothar Schünemann (Simson)  | Peter Neumann (Zündapp)     |
| 2   | Neunkirchen           | 12. bis 13. April 1975 | 3        | 2       | Ewald Schneidewind (Simson) | Gerhard Haatz (Simson)      |                             | Ewald Schneidewind (Simson) |
| 3   | Brioude               | 3. bis 4. Mai 1975     | 3        | 3       | Gerhard Haatz (Simson)      | Ewald Schneidewind (Simson) | Ruck (Simson)               | Ewald Schneidewind (Simson) |
| 4   | Považská Bystrica     | 17. bis 18. Mai 1975   | 7        | 4       | Ewald Schneidewind (Simson) | Gerhard Haatz (Simson)      | Ruck (Simson)               | Ewald Schneidewind (Simson) |
| 5   | Alano di Piave        | 1. bis 2. Juni 1975    | 7        | 5       | Oldrati (Gori)              | Polini (Ancilotti)          | Ewald Schneidewind (Simson) | Ewald Schneidewind (Simson) |
| 6   | Szczyrk               | 14. bis 15. Juni 1975  | 6        | 5       | Ewald Schneidewind (Simson) | Kozuch (Jawa)               | Gerhard Haatz (Simson)      | Ewald Schneidewind (Simson) |

### EM-Endstand
| Platz | Fahrer             | Motorrad | Punkte  |
| ----- | ------------------ | -------- | ------- |
| 1     | Ewald Schneidewind | Simson   | 136,4   |
| 2     | Gerhard Haatz      | Simson   | 154,8   |
| 3     | Ruck               | Simson   | 2.758,2 |

## Klasse bis 100 cm³

### Rennergebnisse
| Nr. | Ort                   | Datum                  | Fahrer   | Fahrer  | Platz 1 (a)                | Platz 2 (a)              | Platz 3 (a)                   | Gesamtführender            |
| Nr. | Ort                   | Datum                  | am Start | im Ziel | Platz 1 (a)                | Platz 2 (a)              | Platz 3 (a)                   | Gesamtführender            |
| --- | --------------------- | ---------------------- | -------- | ------- | -------------------------- | ------------------------ | ----------------------------- | -------------------------- |
| 1   | L’Espluga de Francolí | 15. bis 16. März 1975  | 6        | 5       | Josef Wolfgruber (Zündapp) | Milan Kremel (Jawa)      | Josef Siruček (Jawa)          | Josef Wolfgruber (Zündapp) |
| 2   | Neunkirchen           | 12. bis 13. April 1975 | 10       | 6       | Josef Wolfgruber (Zündapp) | Josef Siruček (Jawa)     | Franke (Simson)               | Josef Wolfgruber (Zündapp) |
| 3   | Brioude               | 3. bis 4. Mai 1975     | 8        | 6       | Milan Kremel (Jawa)        | Attilio Petrogalli (SWM) | Josef Wolfgruber (Zündapp)    | Josef Wolfgruber (Zündapp) |
| 4   | Považská Bystrica     | 17. bis 18. Mai 1975   | 13       | 8       | Josef Wolfgruber (Zündapp) | Milan Kremel (Jawa)      | Josef Siruček (Jawa)          | Josef Wolfgruber (Zündapp) |
| 5   | Alano di Piave        | 1. bis 2. Juni 1975    | 14       | 5       | Mauro Miele (KTM)          | Attilio Petrogalli (SWM) | Osvaldo Scaburri (DKW)        | Josef Wolfgruber (Zündapp) |
| 6   | Szczyrk               | 14. bis 15. Juni 1975  |          |         | Milan Kremel (Jawa)        | Attilio Petrogalli (SWM) | Steffen Mauersberger (Simson) | Josef Wolfgruber (Zündapp) |

### EM-Endstand
| Platz | Fahrer             | Motorrad | Punkte |
| ----- | ------------------ | -------- | ------ |
| 1     | Josef Wolfgruber   | Zündapp  | 34,35  |
| 2     | Milan Kremel       | Jawa     | 43,50  |
| 3     | Attilio Petrogalli | SWM      | 92,15  |
| 4     | Josef Siruček      | Jawa     | 236,40 |
| 5     | Karl-Heinz Klenk   | SWM      | 744,25 |

## Klasse bis 125 cm³

### Rennergebnisse
| Nr. | Ort                   | Datum                  | Fahrer   | Fahrer  | Platz 1 (a)              | Platz 2 (a)              | Platz 3 (a)              | Gesamtführender         |
| Nr. | Ort                   | Datum                  | am Start | im Ziel | Platz 1 (a)              | Platz 2 (a)              | Platz 3 (a)              | Gesamtführender         |
| --- | --------------------- | ---------------------- | -------- | ------- | ------------------------ | ------------------------ | ------------------------ | ----------------------- |
| 1   | L’Espluga de Francolí | 15. bis 16. März 1975  | 10       | 6       | Rolf Witthöft (Zündapp)  | Eddy Hau (Zündapp)       | Pierluigi Rottigni (SWM) | Rolf Witthöft (Zündapp) |
| 2   | Neunkirchen           | 12. bis 13. April 1975 | 26       | 9       | Rolf Witthöft (Zündapp)  | Eddy Hau (Zündapp)       | Guglielmo Andreini (KTM) | Rolf Witthöft (Zündapp) |
| 3   | Brioude               | 3. bis 4. Mai 1975     | 22       | 7       | Eddy Hau (Zündapp)       | Pierluigi Rottigni (SWM) | Franco Gualdi (DKW)      | Eddy Hau (Zündapp)      |
| 4   | Považská Bystrica     | 17. bis 18. Mai 1975   | 16       | 9       | Eddy Hau (Zündapp)       | Rolf Witthöft (Zündapp)  | Pierluigi Rottigni (SWM) | Eddy Hau (Zündapp)      |
| 5   | Alano di Piave        | 1. bis 2. Juni 1975    | 18       | 8       | Pierluigi Rottigni (SWM) | Eddy Hau (Zündapp)       | Rolf Witthöft (Zündapp)  | Eddy Hau (Zündapp)      |
| 6   | Szczyrk               | 14. bis 15. Juni 1975  | 10       | 5       | Rolf Witthöft (Zündapp)  | Eddy Hau (Zündapp)       | Pierluigi Rottigni (SWM) | Rolf Witthöft (Zündapp) |

### EM-Endstand
| Platz | Fahrer             | Motorrad | Punkte |
| ----- | ------------------ | -------- | ------ |
| 1     | Rolf Witthöft      | Zündapp  | 0,3    |
| 2     | Eddy Hau           | Zündapp  | 13,7   |
| 3     | Pierluigi Rottigni | SWM      | 68,9   |

## Klasse bis 175 cm³

### Rennergebnisse
| Nr. | Ort                   | Datum                  | Fahrer   | Fahrer  | Platz 1 (a)              | Platz 2 (a)              | Platz 3 (a)              | Gesamtführender          |
| Nr. | Ort                   | Datum                  | am Start | im Ziel | Platz 1 (a)              | Platz 2 (a)              | Platz 3 (a)              | Gesamtführender          |
| --- | --------------------- | ---------------------- | -------- | ------- | ------------------------ | ------------------------ | ------------------------ | ------------------------ |
| 1   | L’Espluga de Francolí | 15. bis 16. März 1975  | 20       | 11      | Erwin Schmider (Zündapp) | Petr Válek (Jawa)        | Milan Jedlička (Jawa)    | Erwin Schmider (Zündapp) |
| 2   | Neunkirchen           | 12. bis 13. April 1975 | 23       | 10      | Elia Andrioletti (KTM)   | Erwin Schmider (Zündapp) | Petr Válek (Jawa)        | Erwin Schmider (Zündapp) |
| 3   | Brioude               | 3. bis 4. Mai 1975     | 22       | 8       | Elia Andrioletti (KTM)   | Erwin Schmider (Zündapp) | Petr Válek (Jawa)        | Erwin Schmider (Zündapp) |
| 4   | Považská Bystrica     | 17. bis 18. Mai 1975   | 45       | 27      | Erwin Schmider (Zündapp) | Milan Jedlička (Jawa)    | Jiří Posik               | Erwin Schmider (Zündapp) |
| 5   | Alano di Piave        | 1. bis 2. Juni 1975    | 21       | 8       | Elia Andrioletti (KTM)   | Franco Gualdi (KTM)      | Erwin Schmider (Zündapp) | Elia Andrioletti (KTM)   |
| 6   | Szczyrk               | 14. bis 15. Juni 1975  | 17       | 12      | Erwin Schmider (Zündapp) | Elia Andrioletti (KTM)   | Laureati (SWM)           | Erwin Schmider (Zündapp) |

### EM-Endstand
| Platz | Fahrer           | Motorrad | Punkte |
| ----- | ---------------- | -------- | ------ |
| 1     | Erwin Schmider   | Zündapp  | 3,7    |
| 2     | Elia Andrioletti | KTM      | 9,3    |
| 3     | Petr Válek       | Jawa     | 87,7   |

## Klasse bis 250 cm³

### Rennergebnisse
| Nr. | Ort                   | Datum                  | Fahrer   | Fahrer  | Platz 1 (a)             | Platz 2 (a)             | Platz 3 (a)             | Gesamtführender         |
| Nr. | Ort                   | Datum                  | am Start | im Ziel | Platz 1 (a)             | Platz 2 (a)             | Platz 3 (a)             | Gesamtführender         |
| --- | --------------------- | ---------------------- | -------- | ------- | ----------------------- | ----------------------- | ----------------------- | ----------------------- |
| 1   | L’Espluga de Francolí | 15. bis 16. März 1975  | 19       | 10      | Alessandro Gritti (KTM) | Frank Schubert (MZ)     | František Mrázek (Jawa) | Alessandro Gritti (KTM) |
| 2   | Neunkirchen           | 12. bis 13. April 1975 | 27       | 12      | Frank Schubert (MZ)     | František Mrázek (Jawa) | Alessandro Gritti (KTM) | Frank Schubert (MZ)     |
| 3   | Brioude               | 3. bis 4. Mai 1975     | 27       | 15      | Jiří Stodůlka (Jawa)    | Alessandro Gritti (KTM) | František Mrázek (Jawa) | Alessandro Gritti (KTM) |
| 4   | Považská Bystrica     | 17. bis 18. Mai 1975   | 44       | 26      | Jiří Stodůlka (Jawa)    | František Mrázek (Jawa) | Alessandro Gritti (KTM) | Alessandro Gritti (KTM) |
| 5   | Alano di Piave        | 1. bis 2. Juni 1975    | 17       | 6       | Alessandro Gritti (KTM) | Andreini (KTM)          | Jiří Stodůlka (Jawa)    | Alessandro Gritti (KTM) |
| 6   | Szczyrk               | 14. bis 15. Juni 1975  | 26       | 17      | Frank Schubert (MZ)     | František Mrázek (Jawa) | Jiří Stodůlka (Jawa)    | Alessandro Gritti (KTM) |

### EM-Endstand
| Platz | Fahrer            | Motorrad | Punkte |
| ----- | ----------------- | -------- | ------ |
| 1     | Alessandro Gritti | KTM      | 20,2   |
| 2     | František Mrázek  | Jawa     | 32,2   |
| 3     | Jiří Stodůlka     | Jawa     | 32,6   |

## Klasse bis 350 cm³

### Rennergebnisse
| Nr. | Ort                   | Datum                  | Fahrer   | Fahrer  | Platz 1 (a)             | Platz 2 (a)             | Platz 3 (a)            | Gesamtführender         |
| Nr. | Ort                   | Datum                  | am Start | im Ziel | Platz 1 (a)             | Platz 2 (a)             | Platz 3 (a)            | Gesamtführender         |
| --- | --------------------- | ---------------------- | -------- | ------- | ----------------------- | ----------------------- | ---------------------- | ----------------------- |
| 1   | L’Espluga de Francolí | 15. bis 16. März 1975  | 6        | 5       | Josef Císař (Jawa)      | Květoslav Mašita (Jawa) | Carrara (KTM)          | Josef Císař (Jawa)      |
| 2   | Neunkirchen           | 12. bis 13. April 1975 | 17       | 8       | Květoslav Mašita (Jawa) | Josef Císař (Jawa)      | Harald Sturm (MZ)      | Květoslav Mašita (Jawa) |
| 3   | Brioude               | 3. bis 4. Mai 1975     | 10       | 8       | Květoslav Mašita (Jawa) | Josef Císař (Jawa)      | Augusto Taiocchi (KTM) | Květoslav Mašita (Jawa) |
| 4   | Považská Bystrica     | 17. bis 18. Mai 1975   | 36       | 22      | Květoslav Mašita (Jawa) | Josef Císař (Jawa)      | Pavel Cihelka (Jawa)   | Květoslav Mašita (Jawa) |
| 5   | Alano di Piave        | 1. bis 2. Juni 1975    | 9        | 3       | Josef Císař (Jawa)      | Carrara (KTM)           | Endrizzi (KTM)         | Květoslav Mašita (Jawa) |
| 6   | Szczyrk               | 14. bis 15. Juni 1975  | 16       | 11      | Květoslav Mašita (Jawa) | Pavel Cihelka (Jawa)    | Harald Sturm (MZ)      | Květoslav Mašita (Jawa) |

### EM-Endstand
| Platz | Fahrer           | Motorrad | Punkte |
| ----- | ---------------- | -------- | ------ |
| 1     | Květoslav Mašita | Jawa     | 0,0    |
| 2     | Josef Císař      | Jawa     | 21,5   |
| 3     | Uwe Köthe        | MZ       | 232,8  |

## Klasse über 350 cm³

### Rennergebnisse
| Nr. | Ort                   | Datum                  | Fahrer   | Fahrer  | Platz 1 (a)            | Platz 2 (a)                 | Platz 3 (a)            | Gesamtführender        |
| Nr. | Ort                   | Datum                  | am Start | im Ziel | Platz 1 (a)            | Platz 2 (a)                 | Platz 3 (a)            | Gesamtführender        |
| --- | --------------------- | ---------------------- | -------- | ------- | ---------------------- | --------------------------- | ---------------------- | ---------------------- |
| 1   | L’Espluga de Francolí | 15. bis 16. März 1975  | 13       | 6       | Stanislav Zloch (Jawa) | Manfred Jäger (MZ)          | Zdeněk Češpiva (Jawa)  | Stanislav Zloch (Jawa) |
| 2   | Neunkirchen           | 12. bis 13. April 1975 | 20       | 8       | Manfred Jäger (MZ)     | Heino Büse (KTM)            | Stanislav Zloch (Jawa) | Stanislav Zloch (Jawa) |
| 3   | Brioude               | 3. bis 4. Mai 1975     | 19       | 10      | Heino Büse (KTM)       | Zdeněk Češpiva (Jawa)       | Stanislav Zloch (Jawa) | Stanislav Zloch (Jawa) |
| 4   | Považská Bystrica     | 17. bis 18. Mai 1975   | 32       | 25      | Zdeněk Češpiva (Jawa)  | Josef Fojtík (Jawa)         | Imerio Testori (KTM)   | Zdeněk Češpiva (Jawa)  |
| 5   | Alano di Piave        | 1. bis 2. Juni 1975    | 13       | 8       | Zdeněk Češpiva (Jawa)  | Johann Sommerauer (Bultaco) | Imerio Testori (KTM)   | Zdeněk Češpiva (Jawa)  |
| 6   | Szczyrk               | 14. bis 15. Juni 1975  | 13       | 12      | Stanislav Zloch (Jawa) | Zdeněk Češpiva (Jawa)       | Heino Büse (KTM)       | Zdeněk Češpiva (Jawa)  |

### EM-Endstand
| Platz | Fahrer          | Motorrad | Punkte |
| ----- | --------------- | -------- | ------ |
| 1     | Zdeněk Češpiva  | Jawa     | 3,8    |
| 2     | Stanislav Zloch | Jawa     | 20,8   |
| 3     | Manfred Jäger   | MZ       | 53,6   |